# План Маршалла для України
План Маршалла для України — ініціативи європейських і американських політиків, військових чиновників, прозахідних лобістів, політтехнологів, філософів у створенні програми реформ для України, які покликані вивести державу із економічної зони країн Азії і Східної Європи та наблизити її до стандартів Західної Європи подібно до Плану Маршалла для Європи після Другої Світової Війни.

## Ініціатива Литовської Республіки (2017)
«Новий європейський інвестиційний план для України та інших країн Східного партнерства», або так званий «План Маршалла для України», —  ініціатива Литовської Республіки для допомоги Україні на 2017–2020. Ця ініціатива передбачає, серед іншого, план економічної, фінансово-інвестиційної підтримки, включаючи послідовне посилення стратегічного діалогу Україна – країни Заходу для забезпечення євроінтеграції України.
Ініціатива передбачає інвестиції в реальний сектор економіки України, а також підтримку реформ, спрямованих на економічне зростання України, створення нових інструментів фінансування інвестицій, а також підтримку малого та середнього підприємництва.
Ініціатива, заснована на досвіді Литви в проведенні реформ в 1990-х, є інструментом, який повинен продемонструвати українському суспільству підтримку європейських партнерів.
Йдеться про, як мінімум, 5 млрд євро щорічної підтримки реформ, які мають бути спрямовані на економічне зростання та розвиток, що має забезпечити Україні зростання економіки на 6-8% річних.
Робоча група з представників Уряду та Парламенту спільно з литовською стороною - до 25 вересня 2017 року має напрацювати конкретні кроки та заходи інвестиційного плану, які будуть представлені на Саміті Східного партнерства в листопаді 2017 року.

## План Європейської народної партії (2017)
План про довгострокову підтримку України був офіційно підтриманий Європейською народною партією. План буде представлений на саміті Східного партнерства в Брюсселі. План передбачає фінансову підтримку реформ на суму $ 4-5 млрд на рік.

## План Бундестагу Німеччини (2016)
У квітні 2015 року громадською ініціативою Marshallplan für die Ukraine була зареєстрована в Бундестазі Німеччини петиція щодо реалізацію плану допомоги Україні. Автори аргументують свій план тим, що ключ до мирного розвитку Європи знаходиться зараз в Україні. 29 лютого 2016 року депутат Бундестагу Карл-Георг Вельман повідомив про початок розробки Плану Маршалла для України.

## План Тімоті Гартон-Еша (2014)
Британський історик, письменник і журналіст Тімоті Ґартон Еш у вересні 2014 року представив програму 10-річного плану допомоги для України і запропонував назвати його «План Меркель» з поваги до Ангели Меркель, яка відігравала ключову роль у вирішенні конфлікту з Росією. План передбачав військові, політичні та економічні кроки, у тому числі:
- постачання устаткування і озброєнь, готовність НАТО вести таку ж гібридну війну, яку веде Росія не тільки в Україні, але готова вести в будь-який момент в слабких точках Євросоюзу;
- надання Україні безвізового режиму з ЄС;
- економічна допомога Україні створити розвинуте суспільство.

## План Бернара-Анрі Леві (2014)
У 2014 році французький філософ, письменник і журналіст Бернар-Анрі Леві запропонував свій «План Маршалла» для України:
- світовий економічний форум за моделлю щорічного форуму в Давосі, який проводився б у Києві і був би присвячений Україні;
- створення спеціальної страхової компанії, що фінансується страховими компаніями з країн-членів ЄС та українськими олігархами;
- велика європейська позика у формі боргових зобов'язань державного казначейства України, які будуть гарантовані ЄЦБ і МВФ.

Вважає, що план потрібний не тільки Україні, але і Європі, оскільки доля Європи сьогодні вирішується в Україні. В анонсі плану зазначив: «тут справа в принципі. Ввести санкції проти агресора — це добре; допомогти жертві агресії — краще».

## ПланPeople-Centered Economic Development(2007)
Однією з перших згадок «Плану Маршалла» для України є розробка в 2007 році документа Microeconomic Development and Social Enterprise in Ukraine: A «Marshall Plan» for Ukraine організацією People-Centered Economic Development.
План передбачав такі компоненти: Childcare reform, Microenterprise and microcredit support, Internet development, Social enterprise.
План отримав позитивну оцінку англійського підприємця та мільярдера Річарда Бренсона, засновника корпорації Virgin Group в його промові 14 вересня 2014 року. Він назвав також інші публікації цього Плану в Україні. Річард Бренсон повідомив, що в лютому 2008 року План був переданий на розгляд в USAID і в Комітет з Зовнішньої Політиці Конгресу США.